# Liste des titres musicaux numéro un en Allemagne en 1987
Cette page liste les titres numéro un dans les meilleures ventes de disques en Allemagne pour l'année 1987 selon Media Control Charts.
Les classements sont issus des 100 meilleures ventes de singles et des 100 meilleures ventes d'albums. Ils se déroulent du vendredi au jeudi, et sont publiés le mardi par l'industrie musicale allemande.

## Classement des singles
| №  | Date         | Artiste                           | Titre                                      |
| -- | ------------ | --------------------------------- | ------------------------------------------ |
| 1  | 2 janvier    | The Bangles                       | Walk Like an Egyptian                      |
| 2  | 9 janvier    | The Bangles                       | Walk Like an Egyptian                      |
| 3  | 16 janvier   | Mel & Kim                         | Showing Out                                |
| 4  | 23 janvier   | Mel & Kim                         | Showing Out                                |
| 5  | 30 janvier   | Mel & Kim                         | Showing Out                                |
| 6  | 6 février    | Richard Sanderson                 | Reality                                    |
| 7  | 13 février   | Richard Sanderson                 | Reality                                    |
| 8  | 20 février   | Richard Sanderson                 | Reality                                    |
| 9  | 27 février   | Richard Sanderson                 | Reality                                    |
| 10 | 6 mars       | Richard Sanderson                 | Reality                                    |
| 11 | 13 mars      | Pierre Cosso & Bonnie Bianco (en) | Stay                                       |
| 12 | 20 mars      | Pierre Cosso & Bonnie Bianco (en) | Stay                                       |
| 13 | 27 mars      | Pierre Cosso & Bonnie Bianco (en) | Stay                                       |
| 14 | 3 avril      | Pierre Cosso & Bonnie Bianco (en) | Stay                                       |
| 15 | 10 avril     | Mel & Kim                         | Respectable                                |
| 16 | 17 avril     | Mel & Kim                         | Respectable                                |
| 17 | 24 avril     | John Farnham                      | You're the Voice                           |
| 18 | 1er mai      | John Farnham                      | You're the Voice                           |
| 19 | 8 mai        | Madonna                           | La Isla Bonita                             |
| 20 | 15 mai       | Madonna                           | La Isla Bonita                             |
| 21 | 22 mai       | Madonna                           | La Isla Bonita                             |
| 22 | 29 mai       | Madonna                           | La Isla Bonita                             |
| 23 | 5 juin       | Madonna                           | La Isla Bonita                             |
| 24 | 12 juin      | Whitney Houston                   | I Wanna Dance with Somebody (Who Loves Me) |
| 25 | 19 juin      | Whitney Houston                   | I Wanna Dance with Somebody (Who Loves Me) |
| 26 | 26 juin      | Whitney Houston                   | I Wanna Dance with Somebody (Who Loves Me) |
| 27 | 3 juillet    | Whitney Houston                   | I Wanna Dance with Somebody (Who Loves Me) |
| 28 | 10 juillet   | Whitney Houston                   | I Wanna Dance with Somebody (Who Loves Me) |
| 29 | 17 juillet   | Pet Shop Boys                     | It's a Sin                                 |
| 30 | 24 juillet   | Pet Shop Boys                     | It's a Sin                                 |
| 31 | 31 juillet   | Pet Shop Boys                     | It's a Sin                                 |
| 32 | 7 août       | Pet Shop Boys                     | It's a Sin                                 |
| 33 | 14 août      | Pet Shop Boys                     | It's a Sin                                 |
| 34 | 21 août      | Pet Shop Boys                     | It's a Sin                                 |
| 35 | 28 août      | Desireless                        | Voyage, voyage                             |
| 36 | 4 septembre  | Desireless                        | Voyage, voyage                             |
| 37 | 11 septembre | Desireless                        | Voyage, voyage                             |
| 38 | 18 septembre | Desireless                        | Voyage, voyage                             |
| 39 | 25 septembre | Desireless                        | Voyage, voyage                             |
| 40 | 2 octobre    | Rick Astley                       | Never Gonna Give You Up                    |
| 41 | 9 octobre    | Rick Astley                       | Never Gonna Give You Up                    |
| 42 | 16 octobre   | Rick Astley                       | Never Gonna Give You Up                    |
| 43 | 23 octobre   | Bee Gees                          | You Win Again                              |
| 44 | 30 octobre   | Bee Gees                          | You Win Again                              |
| 45 | 6 novembre   | Bee Gees                          | You Win Again                              |
| 46 | 13 novembre  | Bee Gees                          | You Win Again                              |
| 47 | 20 novembre  | Bee Gees                          | You Win Again                              |
| 48 | 27 novembre  | Bee Gees                          | You Win Again                              |
| 49 | 4 décembre   | Rick Astley                       | Whenever You Need Somebody                 |
| 50 | 11 décembre  | Rick Astley                       | Whenever You Need Somebody                 |
| 51 | 18 décembre  | Rick Astley                       | Whenever You Need Somebody                 |
| 52 | 25 décembre  | Rick Astley                       | Whenever You Need Somebody                 |

## Classement des albums
| №  | Date         | Artiste         | Titre                   |
| -- | ------------ | --------------- | ----------------------- |
| 1  | 2 janvier    | Engelbert       | Träumen mit Engelbert   |
| 2  | 9 janvier    | Engelbert       | Träumen mit Engelbert   |
| 3  | 16 janvier   | Tina Turner     | Break Every Rule        |
| 4  | 23 janvier   | Tina Turner     | Break Every Rule        |
| 5  | 30 janvier   | Deep Purple     | The House of Blue Light |
| 6  | 6 février    | Deep Purple     | The House of Blue Light |
| 7  | 13 février   | Deep Purple     | The House of Blue Light |
| 8  | 20 février   | Joe Cocker      | Definite                |
| 9  | 27 février   | Joe Cocker      | Definite                |
| 10 | 6 mars       | Jennifer Rush   | Heart over Mind         |
| 11 | 13 mars      | Jennifer Rush   | Heart over Mind         |
| 12 | 20 mars      | Jennifer Rush   | Heart over Mind         |
| 13 | 27 mars      | Jennifer Rush   | Heart over Mind         |
| 14 | 3 avril      | Jennifer Rush   | Heart over Mind         |
| 15 | 10 avril     | Jennifer Rush   | Heart over Mind         |
| 16 | 17 avril     | Jennifer Rush   | Heart over Mind         |
| 17 | 24 avril     | Jennifer Rush   | Heart over Mind         |
| 18 | 1er mai      | Jennifer Rush   | Heart over Mind         |
| 19 | 8 mai        | U2              | The Joshua Tree         |
| 20 | 15 mai       | U2              | The Joshua Tree         |
| 21 | 22 mai       | U2              | The Joshua Tree         |
| 22 | 29 mai       | U2              | The Joshua Tree         |
| 23 | 5 juin       | U2              | The Joshua Tree         |
| 24 | 12 juin      | U2              | The Joshua Tree         |
| 25 | 19 juin      | Whitney Houston | Whitney                 |
| 26 | 26 juin      | Whitney Houston | Whitney                 |
| 27 | 3 juillet    | Whitney Houston | Whitney                 |
| 28 | 10 juillet   | Whitney Houston | Whitney                 |
| 29 | 17 juillet   | Whitney Houston | Whitney                 |
| 30 | 24 juillet   | Whitney Houston | Whitney                 |
| 31 | 31 juillet   | Whitney Houston | Whitney                 |
| 32 | 7 août       | Whitney Houston | Whitney                 |
| 33 | 14 août      | Whitney Houston | Whitney                 |
| 34 | 21 août      | Whitney Houston | Whitney                 |
| 35 | 28 août      | Whitney Houston | Whitney                 |
| 36 | 4 septembre  | Madonna         | Who's That Girl         |
| 37 | 11 septembre | Michael Jackson | Bad                     |
| 38 | 18 septembre | Michael Jackson | Bad                     |
| 39 | 25 septembre | Michael Jackson | Bad                     |
| 40 | 2 octobre    | Michael Jackson | Bad                     |
| 41 | 9 octobre    | Michael Jackson | Bad                     |
| 42 | 16 octobre   | Michael Jackson | Bad                     |
| 43 | 23 octobre   | Bee Gees        | ESP                     |
| 44 | 30 octobre   | Bee Gees        | ESP                     |
| 45 | 6 novembre   | Bee Gees        | ESP                     |
| 46 | 13 novembre  | Bee Gees        | ESP                     |
| 47 | 20 novembre  | Bee Gees        | ESP                     |
| 48 | 27 novembre  | Bee Gees        | ESP                     |
| 49 | 4 décembre   | Bee Gees        | ESP                     |
| 50 | 11 décembre  | Bee Gees        | ESP                     |
| 51 | 18 décembre  | Rondò Veneziano | Misteriosa Venezia      |
| 52 | 25 décembre  | Rondò Veneziano | Misteriosa Venezia      |

## Hit-Parade des singles
1. Desireless – Voyage, voyage
2. Madonna – La Isla Bonita
3. Whitney Houston – I Wanna Dance with Somebody (Who Loves Me)
4. Mixed Emotions – You Want Love
5. Bee Gees – You Win Again
6. Pet Shop Boys – It’s a Sin
7. John Farnham – You’re the Voice
8. Jan Hammer – Crockett’s Theme
9. Jürgen von der Lippe – Guten Morgen, liebe Sorgen
10. Richard Sanderson – Reality
11. Rick Astley – Never Gonna Give You Up
12. Billy Idol – Sweet Sixteen
13. Sabrina – Boys (Summertime Love)
14. George Michael – I Want Your Sex
15. The Housemartins – Caravan of Love
16. Mel & Kim – Showing Out (Get Fresh at the Weekend)
17. Bonnie Bianco & Pierre Cosso – Stay
18. Off – Electrica Salsa (Baba Baba)
19. Clowns & Helden (de) – Ich liebe Dich
20. Mel & Kim – Respectable
21. Ben E. King – Stand by Me
22. Madonna – Who's That Girl
23. Starship – Nothing’s Gonna Stop Us Now
24. The Other Ones – Holiday
25. Black – Wonderful Life